# Tricloruro di gallio
Il tricloruro di gallio è il composto inorganico di formula GaCl3. In condizioni normali è un solido incolore deliquescente costituito da dimeri Ga2Cl6. Si idrolizza rapidamente in acqua rilasciando acido cloridrico. In questo composto il gallio è nello stato di ossidazione +3. Viene usato come precursore di altri composti del gallio e come reagente in sintesi organica.

## Struttura e proprietà
GaCl3 è un composto molecolare che esiste come dimero Ga2Cl6 sia allo stato solido che allo stato liquido e gassoso. La struttura è analoga a quella di Al2Cl6, con due atomi di cloro a ponte e quattro terminali; il gallio risulta coordinato in modo tetraedrico. Questa struttura esiste anche in solventi non coordinanti. In fase gassosa ad alta temperatura si ha rottura del dimero con formazione di monomeri GaCl3 con struttura trigonale planare.

## Sintesi
GaCl3 si prepara per sintesi diretta riscaldando gallio metallico in corrente di cloro, e purificando il prodotto per sublimazione sotto vuoto:
2Ga + 3Cl2  →  2GaCl3

## Reattività
GaCl3 reagisce violentemente con l'acqua rilasciando acido cloridrico. 
Come altri alogenuri di alluminio, gallio e indio è un acido di Lewis forte, e forma addotti con una varietà di basi di Lewis come alogenuri, eteri, ammine e fosfine. Sono stati fatti numerosi studi termodinamici che hanno permesso di stabilire molti andamenti, come ad esempio:
- GaCl3 è un acido di Lewis più debole di AlCl3 nei confronti di basi che si legano con N e O, come la piridina
- GaCl3 è un acido di Lewis più forte di AlCl3 nei confronti di basi che si legano con S, come il dimetil solfuro

Con leganti neutri si formano addotti di tipo GaCl3(L) e a volte GaCl3(L)2. Con lo ione cloruro si forma in genere la specie tetraedrica GaCl4–, ma sono state osservate anche le specie GaCl52– e Ga2Cl72–; quest'ultima ha un cloruro a ponte.

## Uso
Il tricloruro di gallio è usato in sintesi organica come catalizzatore nelle reazioni di Friedel-Crafts. Viene utilizzato meno comunemente del corrispondente cloruro d'alluminio, anche se GaCl3 ha il vantaggio di essere più solubile in solventi organici rispetto a AlCl3.
101 tonnellate di soluzione di GaCl3 furono utilizzate nell'esperimento GALLEX, eseguito dal 1991 al 1997 nei Laboratori nazionali del Gran Sasso per rilevare neutrini solari. In questo esperimento veniva prodotto l'isotopo 71Ge, e ne veniva quindi misurato il decadimento.

## Indicazioni di sicurezza
GaCl3 è disponibile in commercio. È un composto corrosivo che per contatto provoca gravi ustioni cutanee e gravi lesioni agli occhi. È nocivo se inalato. Non ci sono dati che indichino proprietà cancerogene. Viene considerato poco pericoloso per le acque e l'ambiente.